# 共养生孢菌属
共养生孢菌属（Syntrophospora）是共养单胞菌科的一种细菌。革兰氏染色可变，但细胞壁超微结构属于革兰氏阳性。细胞呈杆状。发现于溪水和海水的污泥。该属的模式种也是唯一种为布氏共养生抱菌（Syntrophospora bryanntii）。
由于共养生孢菌属的16SrRNA序列显示不同，因此，Zhao等人将它从梭菌属中分出，新立一个属。

## 下属物种
- 布氏共养生抱菌 Syntrophospora bryantii (Stieb and Schink 1985) Zhao et al. 1990